# Lärchegg
De Lärchegg, ook Lärcheck of Lärcheggspitze genoemd, is een berg in de deelstaat Tirol, Oostenrijk. De berg heeft een hoogte van 2.123 meter.
De Lärchegg is onderdeel van het Kaisergebergte.